# John Moore Allison
John Moore Allison (Holton, 7 aprile 1905 – Honolulu, 28 ottobre 1978) è stato un diplomatico statunitense noto per essere stato l'ambasciatore statunitense in Giappone tra il 1953 e il 1957.
Dal 1957 al 1958 fu ambasciatore degli Stati Uniti in Indonesia e dal 1958 al 1960 in Cecoslovacchia. Negli anni '60 e '70 fu invece professore ordinario presso l'Università delle Hawaii, mentre nel 1973 pubblicò il suo libro di memorie, intitolato Ambassador from the Prairie.

## Biografia
Allison nacque a Holton, Kansas e crebbe a Lincoln, Nebraska. Si diplomò alla Lincoln High School e conseguì una laurea in scienze presso la Università del Nebraska-Lincoln.
Allison visitò il Giappone per la prima volta nel 1927, dopo essersi laureato all'Università del Nebraska. Lavorò per due anni come insegnante di inglese ad Odawara e ad Atsugi prima di entrare nel Dipartimento di Stato nel 1930. Studiò il giapponese a Tokyo e poi lavorò nel servizio estero in Giappone e Cina, prestando servizio come console a Dalian (1935-1936), a Jinan (1936-1937), a Nanchino (1937-1938), a Shanghai (1938) e ad Osaka (1939-1941).
Il 26 gennaio 1938, durante il periodo del massacro di Nanchino, Allison, al tempo console presso l'ambasciata americana a Nanchino, venne colpito in faccia da un soldato giapponese. Questo incidente è comunemente conosciuto come "incidente di Allison". Il console generale giapponese Katsuo Okazaki "si scusò formalmente il 30 gennaio (dopo che gli americani avevano chiesto di farlo). Questo incidente, insieme al saccheggio delle proprietà americane a Nanchino, avvenuto nello stesso momento, tese ulteriormente le relazioni tra Giappone e Stati Uniti, che erano già state danneggiate dall'incidente della Panay, avvenuto meno di due mesi prima.
Allison prestò servizio come console a Londra durante la seconda guerra mondiale. Dopo la resa del Giappone, ricoprì diverse posizioni di comando presso il Dipartimento di Stato in Giappone e in Estremo Oriente dal 1946 al 1952. Allison partecipò alla stesura del Trattato di San Francisco che pose formalmente fine alla guerra, servendo come assistente di John Foster Dulles durante i negoziati di quest'ultimo sul trattato.
Nel 1953 Allison venne nominato ambasciatore degli Stati Uniti d'America in Giappone. Nel 1954, 16 anni dopo l'"incidente di Allison", Allison e l'uomo che si era scusato con lui a Nanchino, il ministro degli affari esteri giapponese Okazaki, firmarono l'Accordo di mutua assistenza alla difesa tra Stati Uniti d'America e Giappone per conto dei rispettivi paesi. Nel 1957, durante il suo incarico d'ambasciatore in Indonesia, raccomandò al governo degli Stati Uniti di mediare sulla questione della Nuova Guinea Occidentale.
Allison morì il 28 ottobre 1978 a Honolulu, nelle Hawaii.